# 青岘岭站
青岘岭站是位于浙江省长兴县槐坎乡的一个铁路车站，邮政编码313119。车站建于1960年，有长牛铁路经过该站，现已废弃，车站及其上下行区间均未电气化。车站距离长兴站36公里，隶属上海铁路局，是四等站。
1. ↑  铁道部电子计算技术中心, 铁道部运输局. . 北京: 中国铁道出版社. 1998: 64. ISBN 9787113030995.